# Триъгълник на смъртта (Ирак)
Вижте пояснителната страница за други значения на Триъгълник на смъртта.
Триъгълникът на смъртта е район в Ирак, южно от Багдад, известен с големия брой атаки срещу иракчани и коалиционни сили по време на втората война в залива.
По-големите градове в триъгълника са Латифия, Искендерия и Махмудия.
Повечето атентати са в периода 2005 до 2007, като за причини са сочени:
- големият процент сунити,
- популярността на Саддам заради многото фабрики и работни места по време на неговото управление, както и
- наличието на редица важни за инфраструкурата на Ирак обекти, включително една от най-големите електроцентрали в страната.

След падането на режима на Хюсеин почти всички складове с амуниции в триъгълника са ограбени и това допълнително усложнява ситуацията.